# (29) Amphitrite
(29) Amphitrite – planetoida z pasa głównego planetoid.

## Odkrycie i nazwa
Planetoida została odkryta 1 marca 1854 roku w Londynie przez Alberta Martha.
Odkryta niezależnie 2 marca 1854 roku przez N.R. Pogsona w Oksfordzie i 3 marca 1854 roku przez J. Chacornaca w Paryżu.
Nazwa pochodzi od Amfitryty, żony Posejdona w mitologii greckiej.

## Orbita
Planetoida okrąża Słońce w ciągu 4 lat i około 30 dni, w średniej odległości 2,55 au